# Basehead
Basehead, ou dc Basehead ou Basehead 2.0, est un groupe américain de hip-hop, originaire de Washington. Il est formé en 1990 autour de Michael Ivey.

## Historique
Basehead publie son premier album, Play with Toys, en 1992 au petit label indépendant Emigre. Le chanteur Michael Ivey l'enregistrera chez lui avec des amis. L'album est bien accueilli et joué sur des radios universitaires. Rolling Stone applaudit le style inhabituel des Basehead. Avec au total cinq membres, Ivey tourne aux États-Unis et en Europe, ouvrant pour les Beastie Boys, Stone Temple Pilots, et Ween,. College Music Journal ayant mis Basehead en couverture, le groupe reçoit l'intérêt des labels, et signe avec Imago Records, une ancienne division de BMG, l'année suivante, publiant son deuxième album, Not in Kansas Anymore. Rolling Stone considère l'album comme « une alternative à toute la merde qui croule dans les magasins et à la radio. »
En avril 1994, Basehead enregistre son troisième album, Faith, qui retient les éléments musicaux de leurs précédents albums, mais avec des paroles plus consacrées à la religion,. À cette période, Ivey forme le projet parallèle Bastard Youth of Basehead (B.Y.O.B),, et lance I3Records, un emprunte du label Rykodisc Records. En décembre 1994, Imago se sépare de BMG, et Faith ne sera pas publié avant deux années plus tard.

## Membres

### Membres actuels
- Michael Ivey — guitare, chant[5]
- Aaron Burroughs — batterie[5]
- Brendan Ciotta — basse[5]

### Anciens membres
- Bill Conway — basse[7]
- Keith « Lazy K » Lofton — guitare[7]
- Clarence « Citizen Cope » Greenwood — platines[7]
- Brian Hendrix — batterie[9]
- Jay Nichols — batterie[7]

## Discographie
- 1992 : Play with Toys
- 1993 : Not in Kansas Anymore
- 1996 : Faith
- 1998 : In the Name of Jesus
- 2002 : dc Basehead
- 2007 : Rockalyptic Music